# Euphaedra (Euphaedrana) rattrayi
Euphaedra (Euphaedrana) rattrayi es una especie de  Lepidoptera, de la familia Nymphalidae,  subfamilia Limenitidinae, tribu Adoliadini, pertenece al género Euphaedra, subgénero (Euphaedrana).

## Subespecies
- Euphaedra (Euphaedrana) rattrayi rattrayi (Sharpe, 1904)
- Euphaedra (Euphaedrana) rattrayi coeruleomaculata (Hecq, 1991)

## Localización
Esta especie de Lepidoptera y las subespecies se encuentran localizadas en Zaire, Uganda y Kenia. 